# Solenodon cubanus
Solenodon cubanus là một loài thú ăn sâu bọ. Loài sinh vật này trông giống con lửng xù xì màu nâu dài khoảng 48 cm, với chiếc mũi dài, nhọn, màu hồng. Con thú hoạt động về đêm này chôn mình dưới đất vào ban ngày và cũng vì thế mà ít người bắt gặp. Khi mặt trời lặn xuống nó mới chui ra tìm giun, ấu trùng và côn trùng.

## Phát hiện
Solenodon cubanus được một nhà tự nhiên học người Đức miêu tả lần đầu vào năm 1861. Từ đó đến nay, chỉ có 37 con được phát hiện, trong đó có Alejandrito. Báo cáo cuối cùng về sự xuất hiện của sinh vật này là vào năm 1972 ở Guantanamo và 25 năm sau ở Holguin.

## Hình ảnh

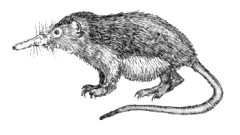
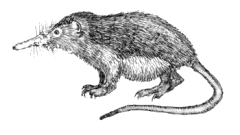
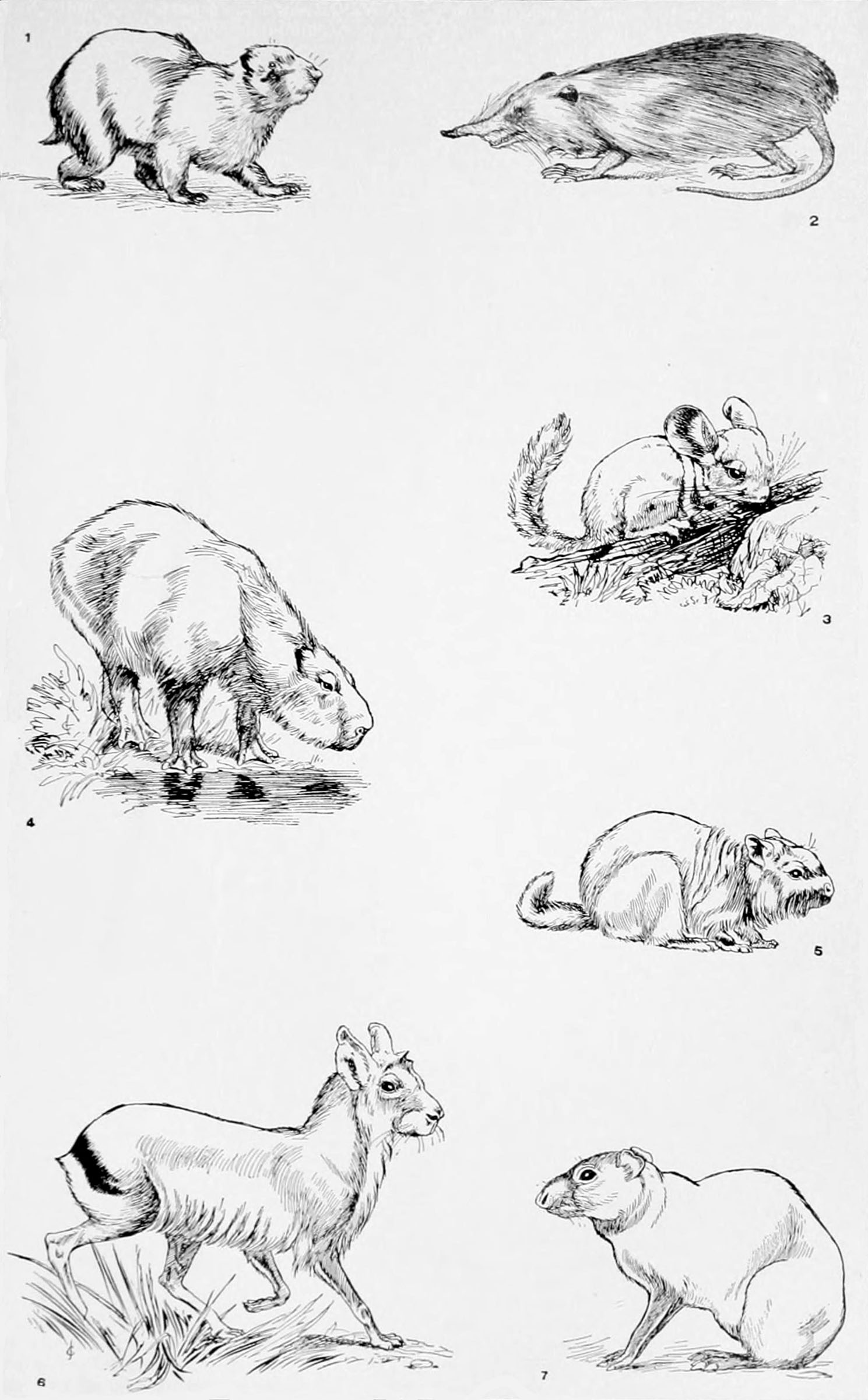
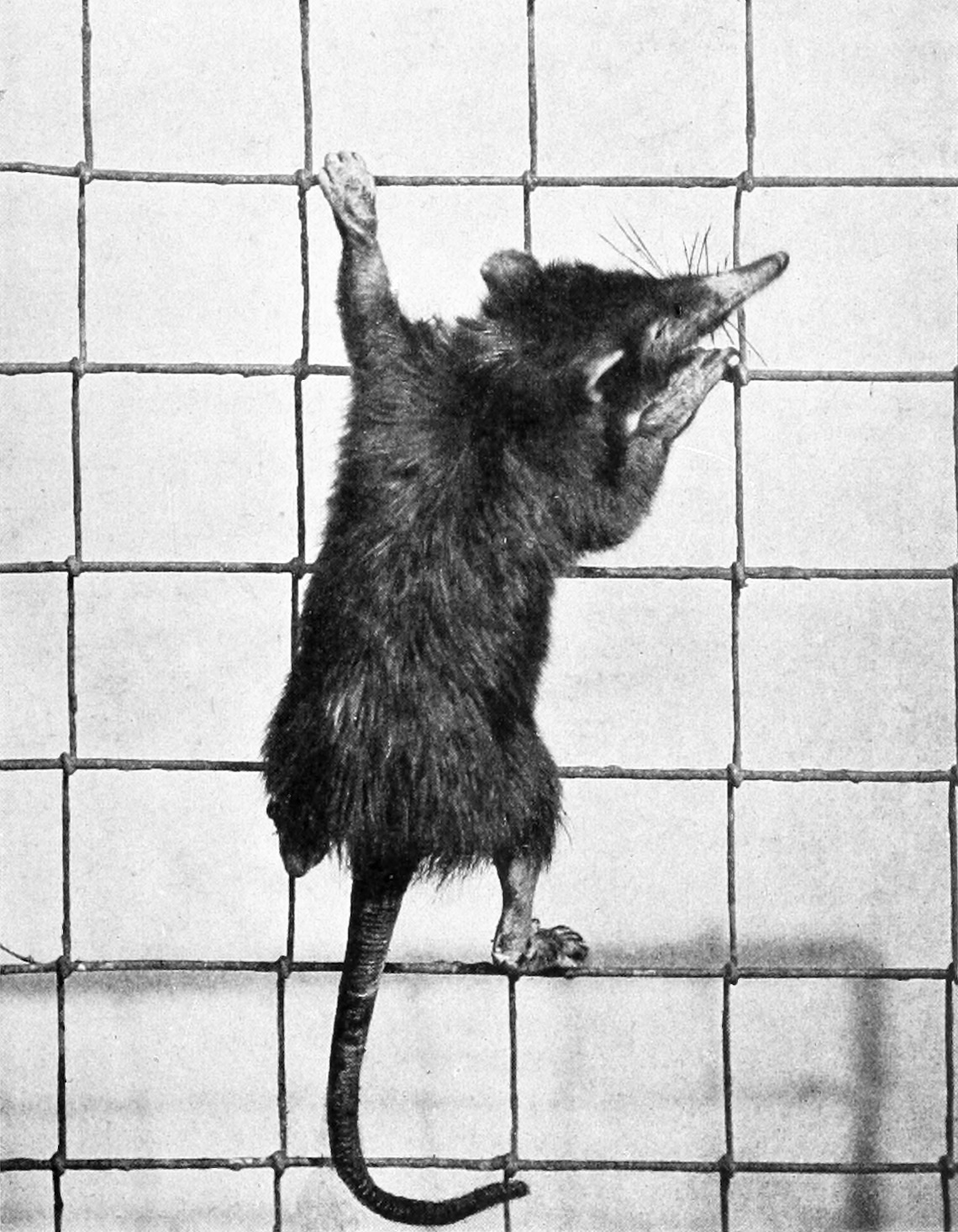